# SN 2011cj
SN 2011cj – supernowa typu II-P odkryta 9 maja 2011 roku w galaktyce UGC 9356. W momencie odkrycia miała maksymalną jasność 17,00m.